# Escuela Nacional de Cine, Televisión y Teatro en Lodz
La Escuela Nacional de Cine, Televisión y Teatro en Łódź (en polaco: Państwowa Wyższa Szkoła Filmowa, Telewizyjna i Teatralna im. Leona Schillera) es la academia más notable para los futuros actores, directores, fotógrafos, camarógrafos y personal de televisión en Polonia. Fue fundada el 8 de marzo de 1948 en Lodz y fue planeada inicialmente para ser trasladada a Varsovia tan pronto como la ciudad fue reconstruida después de su destrucción durante la Segunda Guerra Mundial y el Levantamiento de Varsovia. Sin embargo, al final de la escuela quedó en Lodz y es una de las instituciones más conocidas de la educación superior en la ciudad.

## Historia
Hasta el año 1958, la escuela se componía de dos escuelas separadas: una para actores y otra para realizadores cinematográficos. Las escuelas y la Industria Polaca de Cine se trasladaron desde Varsovia a la cerca a ciudad de Łódź después de la Segunda Guerra Mundial. Al principio esto se pensó como algo temporal dadas las circunstancias, por lo tanto, el nombre de la escuela de actores fue Escuela Nacional de Teatro de Varsovia con sede en Łódź. Su fundador y primer rector fue el actor polaco Leon Schiller, cuyo nombre fue adoptado por la escuela. En 1949, se dividió en dos sucursales; una que permaneció en Varsovia y otra en Łódź bajo la dirección de Kazimierz Dejmek (desde 1950).
Los años previos a la unión de ambas sucursales, en 1958, fueron aquellos en los cuales varios artistas notables, alumnos entonces, formaron la reputación de la escuela como la institución más liberal, con menor intervención del comunismo, en toda la educación superior polaca. Entre los alumnos más notables de ese periodo se encuentran Andrzej Munk, Janusz Morgenstern, Andrzej Wajda, y Kazimierz Kutz. En 1954, se les unió Roman Polanski.
Después de 1958, la escuela se convirtió en un centro de investigación cultural muy importante, a la que muchos extranjeros y artistas, no apoyados por las autoridades comunistas, se unieron. Clubes de debate y su discurso sobre la libertad de expresión fueron promovidos por su nuevo rector, Jerzy Toeplitz, añadiendo prestigio a la institución. Por ejemplo, dos estudiantes de la escuela (Jerzy Matuszkiewicz y Witold Sobociński) fueron los primeros músicos de Jazz a los que se le permitió organizar un concierto después de la Segunda Guerra Mundial.

## Alumnos destacados

### Directores
- Feliks Falk
- Dariusz Gajewski
- Wojciech Has
- Kazimierz Karabasz
- Dorota Kędzierzawska
- Jan Kidawa-Błoński
- Krzysztof Kieślowski
- Jan Komasa
- Grzegorz Królikiewicz
- Kazimierz Kutz
- Jan Łomnicki
- Jan Machulski
- Juliusz Machulski
- Andrzej Munk
- Janusz Nasfeter
- Władysław Pasikowski
- Radosław Piwowarski
- Marek Piwowski
- Roman Polanski
- Wojciech Kasperski
- Barbara Sass
- Jerzy Skolimowski
- Piotr Szulkin
- Piotr Trzaskalski
- Andrzej Wajda
- Maciej Wojtyszko
- Krzysztof Zanussi
- Emily Young
- Maria Sadowska
- Urszula Urbaniak
- Mostafa Derkaoui
- Abdelkarim Derkaoui

### Directores de Fotografía
- Wit Dąbal
- Paweł Edelman
- Sławomir Idziak
- Edward Kłosiński
- Jan Jakub Kolski
- Krzysztof Ptak
- Zbigniew Rybczyński
- Przemysław Skwirczyński
- Piotr Sobociński
- Witold Sobociński
- Dariusz Wolski
- Hubert Taczanowski
- Andrzej Bartkowiak
- Hoyte van Hoytema
- Piotr Lenar
- Łukasz Żal